# 盖南日
盖南日（法語：Guénange，法語發音：[ɡenɑ̃ʒ]；洛林法兰克语：Genéngen）是法国摩泽尔省的一个市镇，位于该省北部，属于蒂永维尔区。

## 地理
盖南日（49°17'52"N, 6°11'52"E）面积8.35 平方千米，位于法国大東部大區摩泽尔省，该省份为法国东北部内陆省份，是洛林的一部分，西南接默尔特-摩泽尔省，东临下莱茵省，北与卢森堡和德国接壤。
与盖南日接壤的市镇（或旧市镇、城区）包括：沃尔斯特罗夫、贝尔特朗日、布斯、里什蒙、吕朗日莱蒂永维尔、于康日。

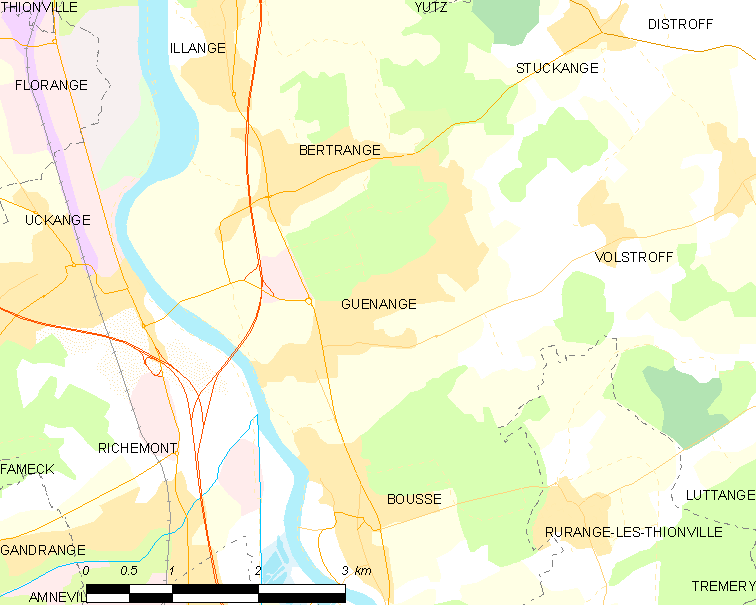
盖南日的OSM定位图

盖南日的时区为UTC+01:00、UTC+02:00（夏令时）。

## 行政
盖南日的邮政编码为57310，INSEE市镇编码为57269。

## 政治
盖南日所属的省级选区为梅采维斯县。

## 人口

1962-2008年间盖南日人口变化图示

盖南日于2022年1月1日时的人口数量为7922人。